# Tanygnathus megalorynchos
Tanygnathus megalorynchos là một loài chim trong họ Psittacidae.

## Phân loài
- T. m. megalorhynchus (Boddaert 1783)
- T. m. affinis (Wallace 1863)
- T. m. sumbensis (A. B. Meyer 1882)
- T. m. hellmayri (Mayr 1944)
- T. m. subaffinis (P. L. Sclater 1883)